# Салтыков, Борис Михайлович (писатель)
Бори́с Миха́йлович Салтыков (1723—1808) — русский писатель из рода Салтыковых, брат Александра Михайловича.
Учился в сухопутном шляхетном корпусе, служил агентом И. И. Шувалова в Женеве для сношений с Вольтером; его письма к Шувалову — настоящие депеши о действиях Вольтера. По свидетельству Болотова, «составлял он особу богатую и хитрую и имел ум острый и проницательный». После процесса Салтычихи купил выставленное на продажу село Троицкое, где она некогда орудовала.

Сочинения: «Доказательство тому, что ум без разума беда» (СПб., 1806), «Ответы на два вопроса» (в журн. «Любитель словесности», 1806, 9), «Совет весьма нужный и полезный родителям, учителям и студентам педагогических институтов» (СПб., 1807) и др. Письма Салтыкова к митрополиту Филарету напечатаны в «Чтениях Московского общества истории и древностей» за 1869 г., т. I.

## Источник
- Салтыков, Борис Михайлович // Энциклопедический словарь Брокгауза и Ефрона : в 86 т. (82 т. и 4 доп.). — СПб., 1890—1907.